# Nagy Atilla Kristóf
Nagy Atilla Kristóf (Budapest, 1963. február 18. – Budapest, 1998. május 29.) magyar író, költő, szerkesztő.

## Életútja
1987-ben szerzett magyar-történelem szakos diplomát az ELTE-n. 1989-ig Eötvös-ösztöndíjasként Komjáthy Jenő munkásságának kutatásával foglalkozott. 1988-1991 között a Pannon Könyvkiadó irodalmi vezetője volt. 1991-től szabadfoglalkozású író volt, illetve a Casus Kortárs Művészeti Kollégium irodalomtanára. 1993-tól a TV4 Prospera című irodalmi műsorának szerkesztő-műsorvezetője volt. 
A nyolcvanas évek második felében a Kőnigh Péter és a Ciklámen nevű zenekarban játszott basszusgitáron.
Motorbalesetben halt meg.

## Művei
- Hadikommunikáció '80–'83 (Eötvös könyvek, ELTE Közművelődési Titkársága, Szeged, 1986)
- Persona non grata (elbeszélés, Pannon, Budapest, 1989)
- Totál brutál (szociográfia, M&B, Budapest, 1990)
- Valaki beszél. Könyv akárkiről és senkiről (próza, Cserépfalvi Kiadó, Budapest, 1992)
- Szellemi bonctan. Komjáthy Jenő költészetének motívumtörténete (monográfia, 1992)
- Fragmenta (próza, vers, Cserépfalvi Kiadó, Budapest, 1996)
- Fecseg a mély (interjúk, Seneca Kiadó, Budapest, 1997)
- A fájdalom felszíne. Válogatott és hátrahagyott írások (Abakusz könyvek, szerk. Nyilas Attila; Pufi Pressz, Budapest, 2002)
- Vádirat a teremtés ellen (2004)

## Filmjei
- A senki szigete (forgatókönyvíró, 1997)
- Móricz Zsigmond nyomában – A rejtőzködő nyomor (forgatókönyvíró, 1998)

## Díjai
- IRAT-nívódíj (1990)
- Móricz Zsigmond-ösztöndíj (1993)